# Titaina (Morera)
|  | Per a altres significats, vegeu «Titaina». |

Titaina (o Titayna) és una òpera d'Enric Morera en un acte i dos quadres, amb llibret d'Àngel Guimerà, estrenada al Gran Teatre del Liceu de Barcelona el 17 de gener de 1912.

## Origen i context
Enric Morera va viure a Barcelona entre 1865 i 1942. El 1883 va començar a estrenar les seves primeres obres i es va vincular al grup de l'Avenç i als ideals modernistes. Va fundar la coral Catalunya Nova i va ser un entusiasta del teatre líric català. Va estrenar al Gran Teatre del Liceu tres òperes: Empòrium (1906), Titaina (1912) i Tassarba (1916).

## Representacions

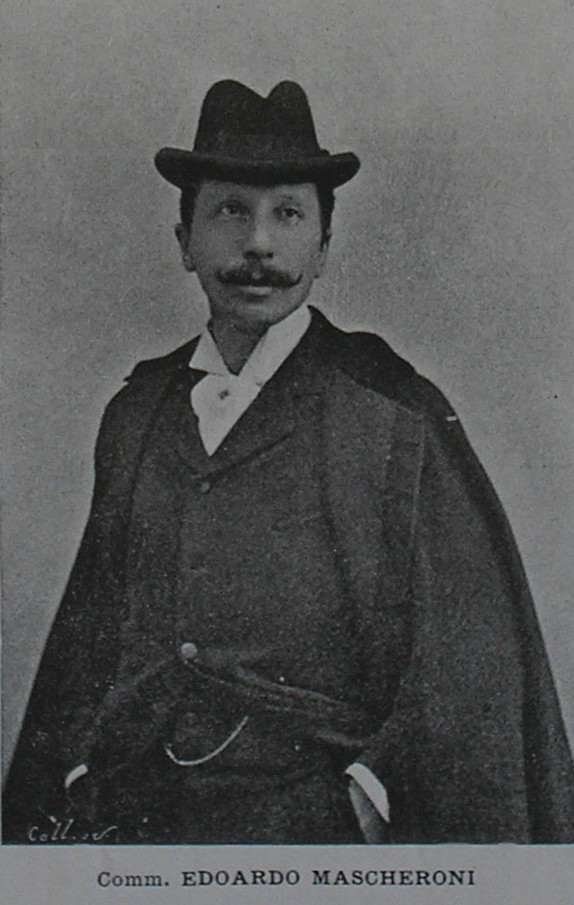
Edoardo Mascheroni, director de l'estrena

Titaina es va estrenar al Gran Teatre del Liceu de Barcelona el 17 de gener de 1912. Sota la direcció d'Edoardo Mascheroni, el paper de Titaina va ser creat per la soprano Livia Berlendi i el d'Eudald pel tenor Giuseppe Krismer, amb el reconeixement per part del públic. Van ser cridats amb entusiasme els autors de la lletra i de la música, Guimerà i Morera, en acabar-se cadascun dels dos quadres en què es divideix l'òpera. Després del segon van haver de presentar-se els autors amb els intèrprets i el mestre Mascheroni, una infinitat de vegades.
El 25 de gener de 2016 es va reprendre Titaina al Teatre Nacional de Catalunya en una coproducció del TNC i l'Esmuc, dirigida per Daniel Mestre.

## Personatges de l'estrena
Donat que l'estrena es va fer en italià, els personatges de l'estrena tenen també els seus noms en aquest idioma.
| Paper   | Tessitura    | Intèrprets de l'estrena                                           |
| ------- | ------------ | ----------------------------------------------------------------- |
| Titayna | Soprano      | Livia Berlendi                                                    |
| Eudaldo | Tenor        | Giuseppe Krismer                                                  |
| Ostesa  | Mezzosoprano | Beatriu Costa Marrugat                                            |
| Nyerris | Baríton      | Ernesto Badini                                                    |
| Tonio   | Baix         | Conrad Giralt                                                     |
| Tomaso  |              | Josep Ricart                                                      |
| Serve   |              | Adela Gasull, Dolors Balcells, Enriqueta Casas i Francesca Molins |

## Argument
L'obra se situa en el temps present, a principi de segle xx, i al poble de Pedrafoguera. L'acció comença el matí d'un diumenge de mercat del mes de maig.

### Primer quadre
Escenes I-V

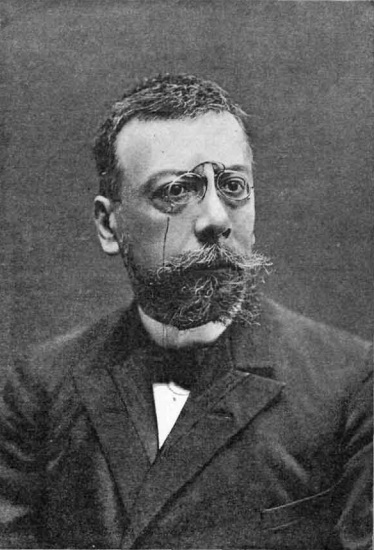
Àngel Guimerà

Al clos de l'hostal hi ha unes mosses que trastegen per l'escena. Comencen a preparar les taules perquè al migdia hi anirà a dinar la gent del mercat. L'hostalera és vídua i està enamorada de l'Eudald, l'hereu del poble. Les mosses es riuen d'ella i l'Eudald la rebutja. Comencen a arribar els pagesos i les pageses per dinar.
Escenes VI-VII
Titaina, que ven anells i tumbagues, entra a l'hostal. Els pagesos la fan beure perquè canti i balli, sobretot en Tomàs i l'Anton. Se'n burlen. Entra Eudald i la defensa i demana caritat per a ella. Recull diners dins d'una barretina i els dona a Titaina.
Escenes VIII-X
Eudald, Anton, Tomàs i altres pagesos juguen al canet asseguts a taula. Entra Nyerris, l'amant i proxeneta de Titaina, i s'hi afegeix. Perd tots els diners jugant a cartes amb l'Eudald. Per venjar-se, diu a Titaina que aquella nit ha d'entrar a una casa -la d'Eudald, però ella no ho sap-, i un cop a dins li ha d'obrir la porta.

### Segon quadre
Escenes I-III
Titaina fa veure que s'ha perdut i pica a la porta de la casa que Nyerris li ha dit. Eudald la reconeix, i ella se sorprèn que sigui casa de l'Eudald. Llavors ella entén que Nyerris ho ha fet per venjar-se i que era una trampa. Poc després, en Nyerris arriba a la casa. Mentre tots dos es barallen, Titaina agafa un ganivet que hi ha sobre la taula i apunyala en Nyerris. Titaina i Eudald es prometen amor per sempre.

## Anàlisi musical
Per a la construcció de la música de Titaina, Morera es va valdre de la cançó popular unes vegades, i de la seva pròpia collita en altres, fent gala dels seus coneixements orquestrals i d'harmonia. Titaina amb prou feines té preludi: es veu que l'autor reserva les seves energies per a més endavant, quan la representació ofereixi algun interès descriptiu o dramàtic, que són els aspectes que més sobresurten en l'obra. Pel que fa al primer no poden deixar de citar-se les escenes que tenen lloc -en el primer quadre- quan la posada es veu envaïda per la gent que acudeix a l'hora de dinar, la cridòria contrasta extraordinàriament amb el temperament dominant en les escenes anteriors. La música representa en aquell moment un paper brillant. Els cors i l'orquestra es disputen amb tenacitat el principal paper. L'aparició de Titaina és una altra de les pàgines més notables de la partitura: la música va seguint els incidents que porta amb si la presència de la protagonista.